# Avalanch
Avalanch är ett spanskt heavy metal/progressive metal-band startat 1993 i Asturien (norra Spanien), av gitarristen Alberto Rionda. Musikaliskt började det som ett power metal-band, men sedan 2002, då sångaren Victor García och basisten Alberto Ardines hoppade av, har bandet börjat jobba med en mer progressiv och personlig stil (det blandar, för det mesta, både klassisk och modern metal, med vissa rock, pop och folk influenser). Idag har bandet släppt 12 album samt en samlingsplatta (som distribuerades i stora delar av Europa och Amerika), turnerat untomlands (särskilt i Sydamerika) och är en av Spaniens viktigaste musikgrupper inom metal/rock scenen i dag. 
De flesta av bandets låtar är skrivna på spanska, men en del räknar med en översättning till engelska och sista skivan (Malefic Time: Apocalypse) är helt skriven på engelska. I slutet av 2012 meddelar bandet via deras hemsida att de går in på en odefinierad paus, deras sista konsert spelades i Mexiko som förband till hårdrocksbandet Scorpions.
Idag är Ramón Lage sångare i hårdrocksbandet Human och Alberto Rionda startade power metal-bandet Alquimia, där även Chez Garcia medverkar som keyboardist. År 2016 aktiveras bandets officiella webbplats på nytt och uppger kort senare att Avalanch är tillbaka som Avalanch All Star Band med ny line-up och är i färd med att göra en ny inspelning på deras klassiska album El Ángel Caído från 2001. Bandets nya line-up består av Alberto Rionda på sologitarr, Israel Ramos (Alquimia, Amadeüs) på sång, Jorge Salán (Jeff Scott Soto, tidigare i Mägo de Oz) på gitarr, Magnus Rosén (Shadowside, Tony Martin, Planet Alliance, tidigare i bland annat Hammerfall, Revolution Renaissance etc.) på bas, José Manuel Paz (tidigare i Koven och Santelmo) på keyboard och Mike Terrana (Tarja Turunen, Vision Divine, tidigare i bland annat Rage, Gamma Ray, Savage Circus, Axel Rudi Pell etc.).

## Medlemmar
Senaste medlemmar
- Alberto Rionda – sologitarr, bakgrundssång (1994– )
- Israel Ramos – sång (2016– )
- Mike Terrana – trummor (2017– )
- Jorge Salán – gitarr (2017– )
- Manuel Ramil – keyboard (2017– )
- Dirk Schläschter – basgitarr (2018– )

Tidigare medlemmar
- Charly García – basgitarr (1993–1994)
- Alberto Ardines – trummor (1993–2002)
- Javier De Castro – gitarr (1993–1994)
- Juan Ángel Aláez – gitarr (1993–1994)
- Juan Lozano – sång (1993–1998)
- Víctor García – gitarr (1994–1995), sång (1998–2002)
- Fernando Mon – keyboard (1994–1996)
- Roberto García – gitarr (1996–2002)
- Iván Blanco – keyboard (2000–2002)
- Roberto Junquera – keyboard (2003–2008)
- Francisco Fidalgo – basgitarr (1994–2012)
- Marco Álvarez – trummor (2002–2012)
- Ramón Lage – sång (2002–2012)
- Dany León – rytmgitarr, bakgrundssång (2003–2012)
- Chez García – keyboard (2008–2012)
- José Manuel Paz – keyboard (2017)
- Magnus Rosén – basgitarr (2017–2018)

Turnerande medlemmar
- Mario Fueyo – keyboard (2008)

## Diskografi
Demo
- Ready to the Glory (1993)

Studioalbum
- La llama eterna (1997)
- Llanto de un héroe (1999)
- El ángel caído (2001)
- Los poetas han muerto (2003)
- El hijo pródigo (2005)
- Muerte y vida (2007)
- El ladrón de sueños (2010)
- Malefic Time: Apocalypse (2011)
- El Secreto (2019)

Livealbum
- Dias de gloria (2000)
- Caminar sobre el agua (2008)

Samlingsalbum och nyinspelade album
- Eternal Flame (1998) (engelsk version av La llama eterna)
- Mother Earth (2005) (engelsk version av Los poetas han muerto)
- Las ruinas del Edén (2004) (nyinspelade sånger)
- Un paso más  (2005)
- Colección (5 CD box) (2009)
- Del Cielo a la Tierra (2012)
- El ángel caído (2017) (nyinspelning av albumet från 2001)
- The Secret (2019) (engelsk version av El Secreto)

Singlar
- "Save Me" (2000)
- "Delirios de grandeza" (2001)
- "Los poetas han muerto" (2003)
- "Lucero" (2003)
- "Las ruinas del Edén" (2004)
- "Where the Streets Have No Name" (2004)
- "Alas de cristal" (2005)
- "Mil Motivos" (2010)
- "Malefic Time Apocalypse" (2012)

## DVD (live)
- Cien Veces (2005)
- Lágrimas Negras (2006)
- Caminar sobre el agua (2CD+DVD) (2008)

## Coverlåtar
- "Where the Streets Have No Name" (U2-cover)
- "Run To The Hills" (Iron Maiden-cover)
- "Save Me" (Queen-cover)
- "Hell Patrol" (Judas Priest-cover)
- "I Want Out" (Helloween-cover)